# Rac (zodie)
Racul (♋) (greacă: Καρκίνος, romanizat: Karkinos, latină pentru „crab”) este al patrulea semn astrologic din zodiac, asociat constelației Rac. Se întinde de la 90° la 120° longitudine cerească. Sub zodiacul tropical, Soarele tranzitează această zonă între aproximativ 22 iunie și 22 iulie.

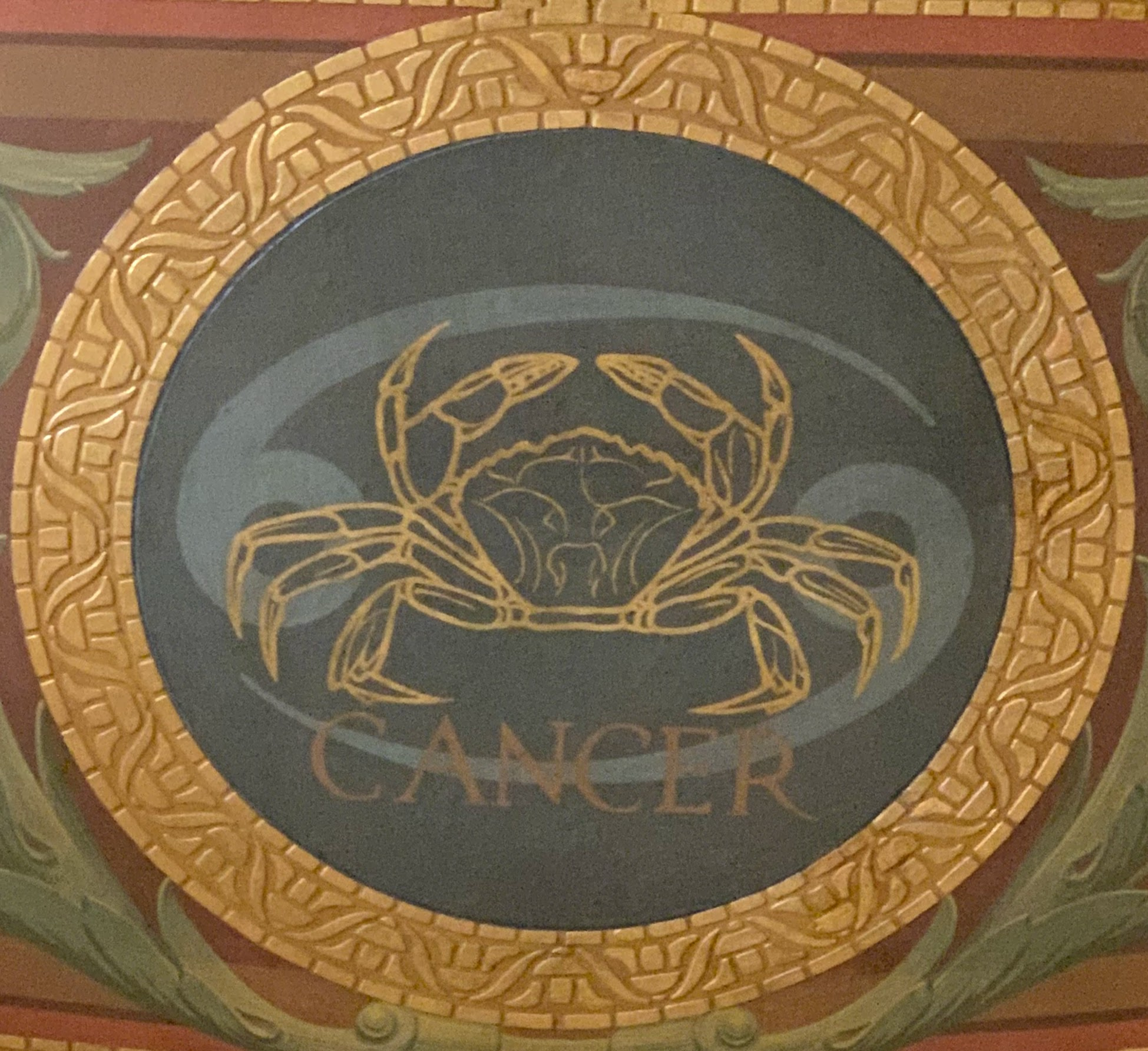
Semnul astrologic al racului la Capitoliul statului Wisconsin